# Amata hoenei
Amata hoenei är en fjärilsart som beskrevs av Obraztsov 1966. Amata hoenei ingår i släktet Amata och familjen björnspinnare. Inga underarter finns listade i Catalogue of Life.